# Antonio Calabrò
Antonio Calabrò (Patti, 22 aprile 1950) è un giornalista e saggista italiano.

## Biografia
Antonio Calabrò vive e lavora a Milano, dove è Senior Vice President Pirelli per la Cultura e direttore della Fondazione Pirelli. È Presidente di Museimpresa e della Fondazione Assolombarda. È Vicepresidente dell’Unione Industriali di Torino e Presidente dell'Advisory Board Territoriale di UniCredit Lombardia.
Vicepresidente del Centro per la cultura d’impresa e della Camera Arbitrale di Milano, è inoltre membro dei board di numerose istituzioni e società, tra le quali Liuc/Libera Università di Castellanza, Symbola, Nomisma, Touring Club, Fondazione Pier Lombardo, Orchestra Sinfonica di Milano, Milano Musica, Fondazione Unipolis.
È stato consigliere delegato dell'HangarBicocca.
Ha ricoperto l'incarico di direttore dell'agenzia di Stampa Apcom e di editorialista economico di LA7. È stato direttore editoriale del gruppo Il Sole 24 Ore e vice-direttore del quotidiano. Ha lavorato a La Repubblica, Il Mondo e L'Ora, ha collaborato con Paese Sera, Panorama e L'Europeo e ha diretto il settimanale Lettera Finanziaria e il mensile Ventiquattro. Ha Insegnato all'Università Bocconi e Insegna ancora all'Università Cattolica di Milano (master in Media Relation, insegnamento "Il contesto mediale"). Scrive di cultura d'impresa su "Huffington Post Italia".

## Opere
- Da via Stalingrado a Piazza Affari. La storia dell'Unipol (con Marcella Gabbiano), Venezia, Marsilio, 1988. ISBN 88-317-5085-2.
- La morte ha fatto cento, Palermo, Edizioni della Battaglia, 1996.
- Dissensi. Sulle orme di Bartleby, Napoli, L'ancora del Mediterraneo, 2002. ISBN 88-8325-087-7.
- Intervista ai capitalisti, Milano, Rizzoli, 2005. ISBN 88-17-00578-9.
- Orgoglio industriale. La scommessa italiana contro la crisi globale (con la collaborazione di Alessia Magistroni), Milano, Mondadori, 2009. ISBN 978-88-04-59049-1.
- Cuore di cactus, Palermo, Sellerio, 2010. ISBN 88-389-2476-7.
- Bandeirantes. Il Brasile alla conquista dell'economia mondiale (con Carlo Calabrò), Roma-Bari, Laterza, 2011. ISBN 978-88-420-9593-4.
- Il riscatto. L'Italia e l'industria internazionale (con Nani Beccalli Falco), Milano, Università Bocconi, 2012. ISBN 978-88-8350-184-5.
- La morale del tornio. Cultura d'impresa per lo sviluppo, Milano, EGEA, 2015. ISBN 978-88-8350-230-9.
- I mille morti di Palermo. Uomini, denaro e vittime nella guerra di mafia che ha cambiato l'Italia, Milano, Mondadori, 2016. ISBN 978-88-04-65997-6.
- “L’impresa riformista”, Milano, Università Bocconi Editore, 2019. ISBN 978-88-8350-288-0.
- ”Oltre la fragilità”, Milano, Università Bocconi Editore, 2020. ISBN 978-88-8350-311-5.
- "L'avvenire della memoria. Raccontare l'impresa per stimolare l'innovazione", Milano, Università Bocconi Editore, 2022. ISBN 978-88-238-3874-1.